# Sommer Motor Car Company
Sommer Motor Car Company war ein US-amerikanischer Hersteller von Automobilen. In der Literatur findet sich die Firmierung Sommer Motor Company.

## Unternehmensgeschichte
Die Brüder Herman A. und William J. Sommer betrieben bis 1904 die Hammer-Sommer Auto Carriage Company. Nach der Trennung von Henry F. Hammer gründeten sie im Mai 1904 das eigene Unternehmen. Der Sitz war ebenfalls in Detroit aus Michigan. Sie setzten die Produktion von Automobilen fort. Der Markenname lautete nun Sommer. 1905 endete die Produktion.
An der Sommer Motor Company aus Ohio waren die beiden Brüder nicht beteiligt.

## Fahrzeuge
Eine Quelle nennt nur das Model D. Es hatte einen Zweizylindermotor. Er leistete 15 PS. Das Fahrgestell hatte 203 cm Radstand. Der Aufbau war ein offener Tourenwagen mit fünf Sitzen. Der Neupreis betrug 1250 US-Dollar.
In einer Anzeige wird das Model E angepriesen. Es hatte einen wassergekühlten Zweizylinder-Viertaktmotor mit 15 PS Leistung und ein Zweigang-Planetengetriebe. Der Radstand betrug 208 cm und die Spurweite 142 cm. Als Preis sind 1000 Dollar angegeben.